# Síndrome de Blau

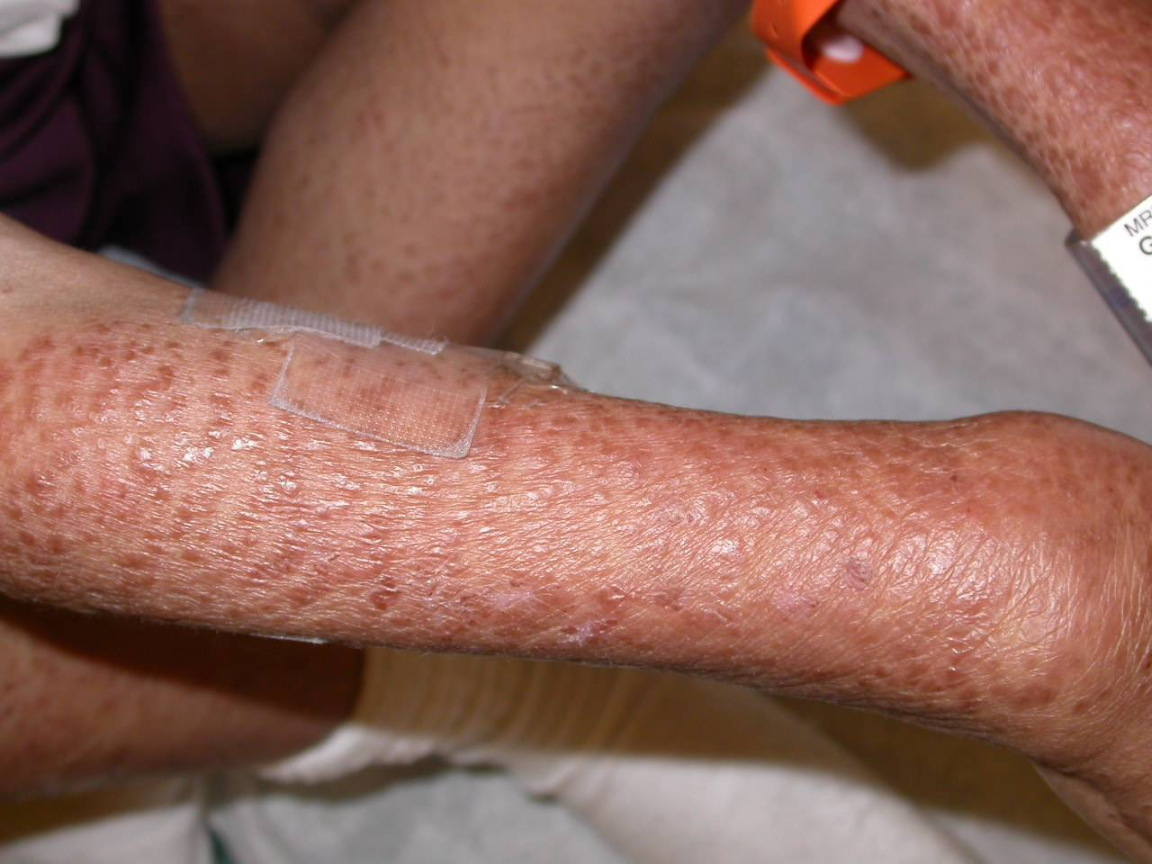
Varias pápulas de color marrón rojizo que se fusionan sobre el brazo derecho en un niño con síndrome de Blau

El síndrome de Blau (SB) es un trastorno inflamatorio genético autosómico dominante que afecta a la piel, los ojos y las articulaciones. Es causado por una mutación en el gen NOD2 (CARD15). Los síntomas suelen comenzar antes de los 4 años y la enfermedad se manifiesta como sarcoidosis cutánea de aparición temprana, artritis granulomatosa y uveítis.

## Causa

Síndrome de Blau se transmite con un patrón autosómico dominante

El descubrimiento que el defecto genético en el SB implica al gen CARD15/NOD2 ha estimulado a muchos investigadores a determinar cómo opera este gen como parte del sistema inmunitario innato, que responde a los polisacáridos bacterianos, como el muramil dipéptido, para inducir vías de señales que inducen respuestas de citoquinas y protegen al organismo. En el SB, el defecto genético parece conducir a una sobreexpresión y a un mal control de la respuesta inflamatoria, lo que lleva a una inflamación granulomatosa generalizada y a daños en los tejidos.

## Tratamiento
El tratamiento ha incluido los fármacos antiinflamatorios habituales, tales como glucocorticoides suprarrenales, antimetabolitos y también agentes biológicos, como anti-TNF e infliximab, todos ellos con distintos grados de éxito.

## Historia
En 1985, Edward Blau, un pediatra de Marshfield, Wisconsin, informó sobre una familia que durante cuatro generaciones había tenido inflamación granulomatosa de la piel, los ojos y las articulaciones. La afección se transmitió como un rasgo autosómico dominante. En el mismo año Jabs informó de una familia que durante dos generaciones tenía sinovitis granulomatosa, uveítis y neuropatías craneales. La afección se transmitió de forma autosómica dominante. En 1981, Malleson informó de una familia que tenía sinovitis autosómica dominante, camptodactilia e iridociclitis. Un miembro murió de arteritis granulomatosa del corazón y la aorta. En 1982, Rotenstein informó sobre una familia con arteritis granulomatosa, erupción cutánea, iritis y artritis transmitida como un rasgo autosómico dominante durante tres generaciones. Luego, en 1990 Pastores informó sobre un paciente con un fenotipo muy similar al que describió Blau y sugirió que la condición se llamara Síndrome de Blau (SB). También señalaron las similitudes en las familias mencionadas anteriormente con SB, pero también señalaron las diferencias significativas en los fenotipos.
En 1996 Tromp llevó a cabo una búsqueda de todo el genoma utilizando miembros afectados y no afectados de la familia original. Un marcador, D16S298, dio una puntuación máxima de LOD de 3,75 y colocó el locus de susceptibilidad SB dentro del intervalo 16p12-q21. Hugot encontró un locus de susceptibilidad para la enfermedad de Crohn, una inflamación granulomatosa del intestino, en el cromosoma 16 cerca del locus para SB. Basándose en la información anterior, Blau sugirió en 1998 que el defecto genético en SB y la Enfermedad de Crohn podría ser el mismo o similar.
Finalmente en 2001 Miceli-Richard encontró que el defecto en SB estaba en el dominio de unión a nucleótidos de CARD15 / NOD2. Comentaron en su artículo que también se habían encontrado mutaciones en CARD15 en la enfermedad de Crohn. La confirmación de que el defecto en SB está en el gen CARD15 fue realizada por Wang en 2002 utilizando la familia SB y otras. Con esa información, el diagnóstico de SB no solo estaba determinado por el fenotipo, sino ahora por el genotipo.
La sarcoidosis de inicio precoz es un SB sin antecedentes familiares, el SB se ha diagnosticado en pacientes que no solo tienen la tríada clásica sino un granuloma en múltiples órganos.